# Angela Stauber
Angela Stauber (* 1977 in München) ist eine deutsche Malerin.

## Leben
Angela Stauber studierte Malerei von 1998 bis 2004 an der Akademie der Bildenden Künste München bei Jerry Zeniuk und Sean Scully. 1999 studierte sie an der Art Academy Cincinnati, USA. 2025 schloss sie ihr Studium als Meisterschülerin von Sean Scully in München ab.

## Werk
Angela Stauber beschäftigt sich in ihrer Malerei nach eigenen Angaben mit der Entwicklung von Bildräumen, die zwischen Formwerdung und Auflösung schweben. Visuelle Transformation und Loslösung vom Motiv nennt sie als Teil ihrer Arbeit, die zu einem vielschichtigen Erleben gleichzeitiger Wahrnehmungsebenen führen.
Stauber erschuf ein umfangreiches Werk im öffentlichen Raum, welches sie unter anderem durch Stipendien des Aktionsfonds City West, Berlin oder dem Förderstipendium der Stadt München für Bildende Kunst realisieren konnte. Ihre Arbeiten sind in verschiedenen internationalen und öffentlichen Sammlungen vertreten. Dazu zählen beispielsweise die Bayerische Staatsgemäldesammlung oder die Finnish Art Society.
Sie lebt und arbeitet in München.

## Ausstellungen (Auswahl)
Einzelausstellungen
- 2025: Raum, den wir teilen. Kallmann-Museum, Galerie im Schlosspavillon[5]
- 2024: Architektur als Allegorie. WTS Gallery Space München[6]
- 2023: Space, what space. Villa de Bank, Enschede[7]
- 2014: Mundus, Mundi. Neuer Pfaffenhofener Kunstverein
- 2007: Naheliegend. Neue Galerie Landshut[8]

## Ausstellungskatalog
- Florian Matzner, Dagmar Schmengler, Eva Wattolik: Angela Stauber. Mundus, Mundi. Herausgegeben von: Neuer Pfaffenhofener Kunstverein, Kerber Verlag, Berlin 2014, ISBN 978-3-7356-0031-8.